# کیلا بارنز
کیلا بارنز (انگلیسی: Cayla Barnes؛ زادهٔ ۷ ژانویهٔ ۱۹۹۹) بازیکن هاکی روی یخ اهل ایالات متحده آمریکا است.
کانادا